# Gare de Jassonneix
La gare de Jassonneix est une halte ferroviaire française de la ligne du Palais à Eygurande - Merlines, située sur le territoire de la commune de Meymac (quartier de Jassonneix), dans le département de la Corrèze en région Nouvelle-Aquitaine.
C'est une halte de la Société nationale des chemins de fer français (SNCF) desservie par les trains du réseau TER Nouvelle-Aquitaine.

## Situation ferroviaire
Établie à 694 m d'altitude, la halte de Jassonneix est située au point kilométrique (PK) 480,164 de la ligne du Palais à Eygurande - Merlines, entre les gares ouvertes de Pérols et Meymac. Elle est séparée de Pérols par les gares fermées de Barsanges au PK 478,329, et d'Ambrugeat au PK 473,150.

## Fréquentation
Selon les estimations de la SNCF, la fréquentation annuelle de la gare figure dans le tableau ci-dessous.
| Année               | 2015 | 2016 | 2017 | 2018 | 2019 | 2020 | 2021 | 2022  | 2023  |
| ------------------- | ---- | ---- | ---- | ---- | ---- | ---- | ---- | ----- | ----- |
| Nombre de voyageurs | 17   | 651  | 971  | 650  | 960  | 496  | 960  | 1 389 | 1 826 |

## Service des voyageurs

### Accueil
C'est une halte SNCF, point d'arrêt non géré (PANG), à accès libre au quai de la voie unique.

### Desserte
Jassonneix est desservie par les trains TER Nouvelle-Aquitaine de la relation Limoges-Bénédictins - Ussel (ligne L26). À Ussel une corresspondance en autocars permet de rejoindre la gare de Clermont-Ferrand.
Depuis le 11 décembre 2022, l'arrêt des trains se fait à la demande.

### Intermodalité
Aucun parking pour les véhicules n'y est aménagé.